# رينو كوهاد
رينو كوهاد (29 سبتمبر 1984

 في أوبيناس) (بالفرنسية: Renaud Cohade)‏ لاعب كرة قدم فرنسي يلعب حاليا لصالح نادي الدرجة الأولى فالينسيان الفرنسي منذ 2009 في خط الوسط .
لعب كوهاد في أندية نيم (2001-2004) بوردو (2004-2006) سيت بالإعارة (2005-2006) ستراسبورغ (2006-2009) .

## روابط خارجية
- رينو كوهاد على موقع قاعدة بيانات كرة القدم.إي يو (الإنجليزية)
- رينو كوهاد على موقع ليكيب (الفرنسية)
- رينو كوهاد على موقع Soccerway.com (الإنجليزية)
- رينو كوهاد على موقع كووورة
- رينو كوهاد على موقع AS.com (الإسبانية)